# Miguel Alemán Valdés

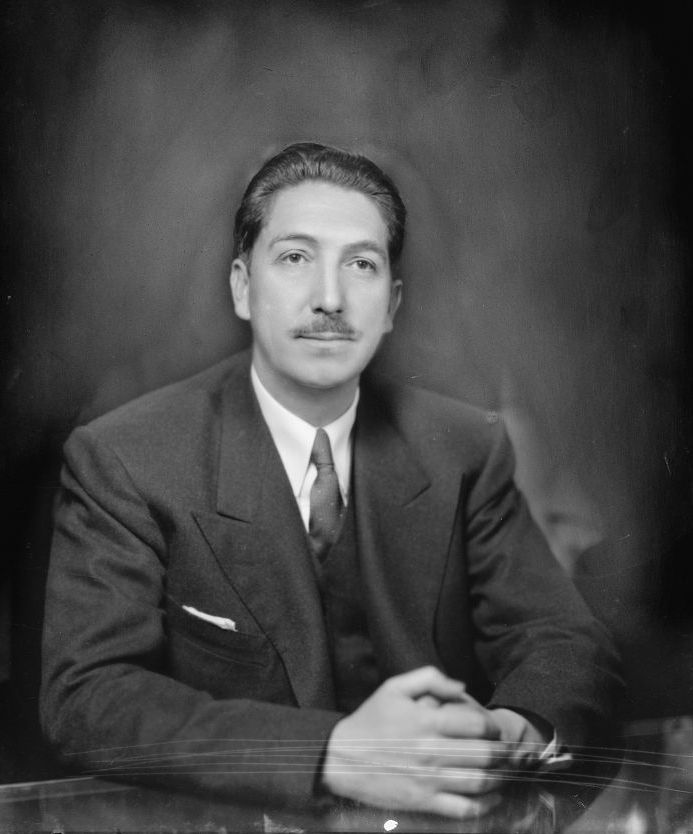
Miguel Alemán Valdés

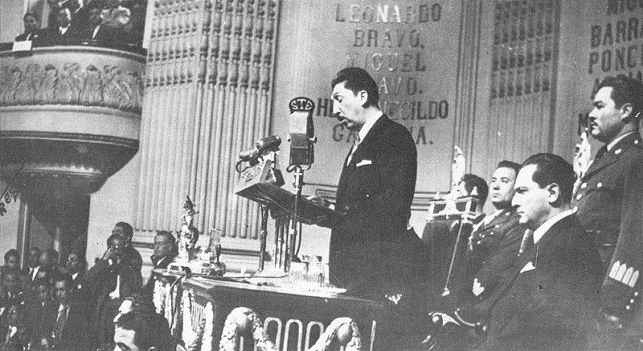
Miguel Alemán Valdés vor dem mexikanischen Kongress.

Miguel Alemán Valdés (* 29. September 1903 (andere Angaben: 1900, 1902, 1905) in Sayula, Veracruz; † 14. Mai 1983 in Mexiko-Stadt) war ein mexikanischer Politiker der Partei der institutionellen Revolution (PRI). Er war von 1946 bis 1952 Staatspräsident von Mexiko.

## Präsidentschaft
Alemán trieb die industrielle Entwicklung, den Ausbau der Bahnstrecken und Straßen sowie die Errichtung einer Reihe wichtiger Schulen voran. Um dies zu erreichen, handelte er ein hohes Darlehen mit den USA aus. Er verbesserte auch Bewässerung und Landwirtschaft und steigerte so die Produktion von Reis, Zucker, Bananen, Hafer und Ananas. Er musste einem Ausbruch der Maul- und Klauenseuche begegnen und ließ zu dessen Eindämmung Tausende von Tieren keulen. Während seiner Amtszeit erhielten Frauen das Wahlrecht bei Gemeinderatswahlen und Baja California den Status eines Bundesstaates. Er unterschrieb Friedensverträge mit Deutschland, Japan und Italien und verhandelte mit den USA über die Tagelöhner-Frage. Um sich greifende Korruption und Vetternwirtschaft prägten seine Amtszeit und haben bis heute Einfluss auf das Verhältnis zwischen Wirtschaft und Politik. Außerdem war er einer der Hauptaktionäre der mexikanischen Rundfunkgesellschaft Televisa.
Alemán war in zweiter Ehe mit der Österreicherin Karin Koidl verheiratet, mit der er eine Tochter, Alejandra Alemán, hatte.

## Ehrungen
Die Avenida Costera Miguel Alemán in Acapulco ist nach ihm benannt.